# Jan Szarek
Jan Szarek (ur. 13 lutego 1936 w Bielsku, zm. 8 października 2020 w Cieszynie) – polski duchowny luterański, biskup Kościoła Ewangelicko-Augsburskiego w RP, w latach 1993–2001 prezes Polskiej Rady Ekumenicznej, w latach 2000–2005 prezes Diakonii Kościoła Ewangelicko-Augsburskiego w RP, doktor honoris causa Chrześcijańskiej Akademii Teologicznej w Warszawie.

## Życiorys
W latach 1956–1960 studiował teologię na Chrześcijańskiej Akademii Teologicznej, którą ukończył obroną pracy magisterskiej pt. „Życie i działalność Tomasza Muenzera i jego stosunek do reformacji Marcina Lutra”. Został ordynowany na duchownego przez ks. bpa Andrzeja Wantułę 25 września 1960 w Kościele Zbawiciela w Bielsku-Białej.
Następnie został wikariuszem parafii w Nawiadach, w latach 1962–1970 pracował na parafii w Giżycku. W 1960 w Urzędzie do Spraw Wyznań w Olsztynie, w obecności konseniora diecezji mazurskiej - Edwarda Busse - „ musiał złożyć podpis ” pod deklaracją lojalności wobec władz państwowych. Jednocześnie zwracano mu uwagę na kwestię polonizacji Mazurów. 
W latach 1970–1975 jako wikariusz diecezjalny w Bielsku-Białej, gdzie w 1975 został wybrany na drugiego proboszcza. W 1979 powierzono mu funkcję Konseniora diecezji cieszyńskiej, a w grudniu 1980 został wybrany Seniorem Diecezji. Na tym stanowisku powołał do życia pierwszą księgarnię ewangelicką „Logos” w Cieszynie oraz przyczynił się do budowy Ośrodka Wydawniczego „Augustana” (1992). 6 stycznia 1991 Synod Kościoła wybrał go Biskupem Kościoła. 3 maja 1991 w Warszawie został konsekrowany na biskupa Kościoła Ewangelicko-Augsburskiego w Polsce; zastąpił na tym urzędzie ks. bpa Janusza Narzyńskiego.
W 1993 został wybrany na prezesa Polskiej Rady Ekumenicznej na pięcioletnią kadencję. W 1996 wybrano go ponownie na to stanowisko. Trzykrotnie spotykał się z przebywającym w Polsce papieżem Janem Pawłem II w Warszawie (1991), we Wrocławiu (1997) i w Drohiczynie (1999).
Jako przedstawiciel Kościoła Luterańskiego w Polsce uczestniczył w Walnych Zgromadzeniach Światowej Federacji Luterańskiej oraz Światowej Rady Kościołów. Współtworzył i wspierał Liceum Ogólnokształcące Towarzystwa Ewangelickiego w Cieszynie, poświęcił budynek podczas otwarcia.
W marcu 2000 Synod wybrał go na pierwszego prezesa Diakonii Kościoła. Stanowisko to pełnił do 2005, kiedy to zastąpił go bp Ryszard Bogusz.
W 2001 otrzymał tytuł doktora honoris causa Chrześcijańskiej Akademii Teologicznej w Warszawie.
Zmarł 8 października 2020 w Szpitalu Śląskim w Cieszynie z powodu zakażenia chorobą COVID-19. 17 października tego samego roku został pochowany na Nowym Cmentarzu Ewangelickim w Bielsku-Białej.
Odznaczony Krzyżem Kawalerskim i Komandorskim (2000) Orderu Odrodzenia Polski.

## Rodzina
Syn Andrzeja Szarka i Anny z d. Mrowiec. Żoną Jana Szarka była Aniela Szarek (ur. 18 marca 1936, zm. 5 stycznia 2019), z wykształcenia ekonomistka, pracująca jako naczelniczka wydziału Narodowego Banku Polskiego. Aniela Szarek była również autorką artykułów na łamach Zwiastuna Ewangelickiego i Kalendarza Ewangelickiego. Dziećmi Jana i Anieli Szarek są ks. Piotr Szarek i córka Ewa.